# 26. п. н. е.

## Догађаји
- Цар Октавијан Август је постао конзул по осми пут, заједно са Титом Статилијем Биком, који је постао конзул по други пут.
- Иберијски град Елче је обновљен.
- Клеопатра Селена II се удаје за Јубу II, а Октавијан Август постаје краљ Мауретаније
- Неуспех покушаја Римљана и Гаја Аелија Гала да заузму Арабију
- Августов рат са Кантабријцима. Тиберије је војни трибун у овом походу.
- Тиридат II врши инвазију на Партију. Поћиња да издаје ковани новац